# Тризъби миноги
Тризъбите миноги (Entosphenus) са род ранни безчелюстни риби от семейство Миногови (Petromyzontidae).
Таксонът е описан за пръв път от Тиъдър Гил през 1862 година.

## Видове
- Entosphenus folletti
- Entosphenus hubbsi
- Entosphenus japonicus
- Entosphenus lethophagus
- Entosphenus macrostoma
- Entosphenus macrostomus
- Entosphenus minimus
- Entosphenus reissneri
- Entosphenus similis
- Entosphenus tridentatus